# PA-279
PA-279 é uma rodovia estadual do Pará que liga os municípios de Água Azul do Norte, Tucumã, Ourilândia do Norte e São Félix do Xingu, até a BR-155 em Xinguara. 
Está localizada na região sudeste do estado do Pará, sendo importante via de circulação de pessoas e elemento vital de escoamento de cargas diversas e mercadorias agrícolas, pecuárias e minerais.